# 비인선
비인선(庇仁線)은 충청남도의 서천군의 서천역과 동 군의 비인면 일대를 연결하기 위하여 제3공화국 시기에 착공되었으나 완성되지 못한 철도이다. 

## 노선 정보
- 노선 거리 : 22.0km
- 궤간 : 1435mm(표준궤)
- 역 수 : 4개

## 역 목록
계획되었던 역은 아래와 같다.
| 역명 | 로마자 역명 | 한자 역명 | 접속 노선     | 역간 거리 | 영업 거리 | 소재지   | 소재지 | 비고 |
| ---- | ----------- | --------- | ------------- | --------- | --------- | -------- | ------ | ---- |
| 서천 | Seocheon    | 舒川      | 장항선·충남선 | 0.0       | 0.0       | 충청남도 | 서천군 |      |
| 종천 | Jongcheon   | 鍾川      |               | 7.7       | 7.7       | 충청남도 | 서천군 |      |
| 선동 | Seondong    | 船東      |               | 7.1       | 14.8      | 충청남도 | 서천군 |      |
| 비인 | Biin        | 庇仁      |               | 6.2       | 21.0      | 충청남도 | 서천군 |      |

## 역사
1965년 철도건설7개년계획에 따라서 계획이 수립된 노선 중 하나이다. 이후 1960년대 2차 경제개발 5개년 계획에도 포함되었는데, 조성이 예정되어 있던 비인공업단지의 배후 철도가 건설 목적으로, 서천에서 분기하여 비인공업단지의 배후역인 비인에 이르는 22.0km 노선이다. 서천역에서는 장항선 및 건설계획이 잡혀 있던 충남선과 연결될 예정이었다.
그러나, 건설은 더 이상 진행되지 못하였으며, 1968년 경 포기된 것으로 추정된다. 
- 1966년 4월 29일 : 기공식 실시[4]

## 같이 보기
- 충남선

## 참고 문헌
1. ↑  철도건설국 (1969). 《철도건설사》. 서울: 교진사. 389쪽.
2. ↑  18개철도를부설, 《동아일보》, 1965.06.01.
3. ↑  《교통백서》. 교통부, 1967.
4. ↑  매일경제, 제3면. 1966년 4월 29일자.